# Mount Greylock (Massachusetts)
Mount Greylock – góra w Stanach Zjednoczonych, w paśmie Taconic (część Appalachów), w północno-zachodniej części stanu Massachusetts, najwyższe wzniesienie tego stanu (1064 m n.p.m.). Leży na terenie hrabstwa Berkshire, w obrębie stanowego rezerwatu przyrody Mount Greylock, około 5 km na zachód od miasta Adams.
Na szczycie znajduje się wieża–pomnik upamiętniająca żołnierzy poległych w działaniach wojennych, wzniesiona w 1932 roku.
Przez szczyt przebiega turystyczny Szlak Appalachów.